# Fogo
Fogo è un'isola di Capo Verde, appartenente al gruppo delle isole Sotavento. Il suo territorio appartiene alla contea di São Filipe per la parte occidentale mentre la parte orientale fa riferimento alla contea di Mosteiros.

## Geografia
L'isola si trova tra le isole di Santiago e Brava ed è la quarta isola come dimensione nonché la più alta con 2829 m. Al centro dell'isola si erge un vulcano attivo, con una caldera larga 9 km e le pareti sul lato occidentale alte fino a 1 km.
In tempi storici la lava dal vulcano ha raggiunto la costa orientale dell'isola. Nel 1680 avvenne un'eruzione violenta che fu ricordata perché la si poteva ammirare anche da centinaia di chilometri. Fu durante questa eruzione che l'isola assunse il nome Fogo (Fuoco). La penultima eruzione, avvenuta nel 1995, ha formato un nuovo cratere chiamato Pico Pequeno. Un piccolo villaggio, chiamato Chã das Caldeiras, è situato alla base del vulcano, e gli abitanti durante le eruzioni vengono fatti evacuare. L'ultima eruzione è avvenuta nel novembre 2014 ed è perdurata, a intervalli, fino a febbraio 2015.
La principale città dell'isola è São Filipe. L'oceano che circonda l'isola può essere profondo 5,3 km ad una distanza di 5 km dal litorale. La parte nord-est è erbosa e verde tutto l'anno. Il resto della montagna presenta un terreno secco e arido. Nonostante Fogo riceva la maggior parte delle precipitazioni rispetto alle altre isole i suoi torrenti e ruscelli sono asciutti tutto l'anno.

## Storia
Scoperta il 1º maggio 1460 da un capitano genovese (originario di Noli e al servizio del Portogallo), Antonio de Noli, fu chiamata prima São Filipe, in seguito più appropriatamente Fogo. La sua colonizzazione fu tempestiva per la necessità di aumentare lo sviluppo agricolo di Santiago.
Nel XIX secolo si verificò un processo migratorio dei ceti sociali più poveri verso l'America. In un secondo tempo, molti di essi fecero ritorno arricchiti, cambiando le strutture sociali dell'isola.
Nel 1910 con la rivoluzione civile in Portogallo molti aristocratici e grandi proprietari terrieri che risiedevano sull'isola fecero ritorno in patria.

## Economia

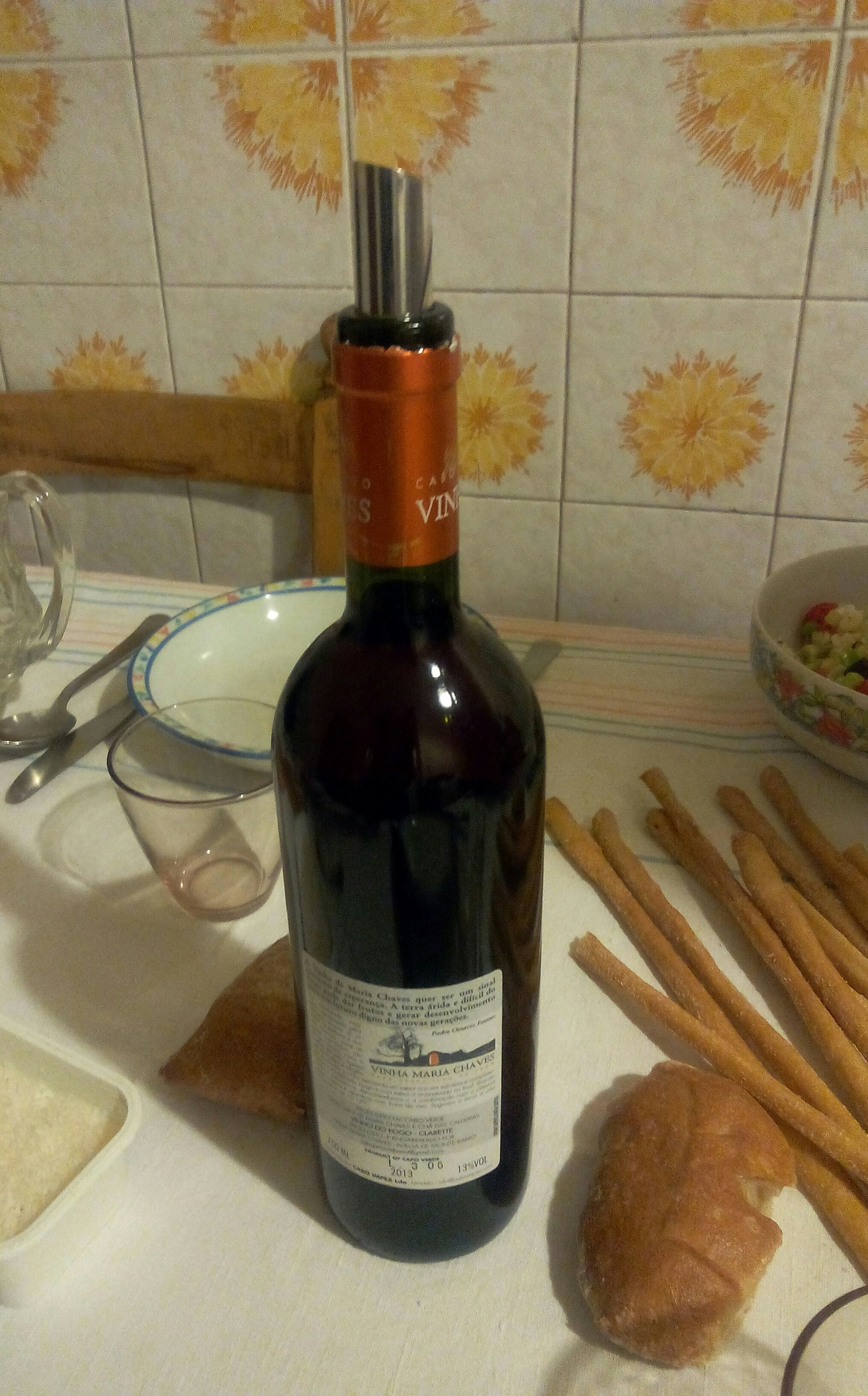
Vinho do Fogo 2013

L'economia dell'isola è basata sull'agricoltura e la pesca. Tra i principali prodotti il caffè, per il suo aroma, ed il famoso vino di Fogo, il Manecom che è stato esportato fino in Brasile.
Il turismo è in costante crescita. Il vulcano è la principale attrazione, ma molti visitatori vengono a trovare i parenti.

## Folklore
- Festa della Bandeira di São Filipe: si svolge nell'ultima settimana di aprile ed è una delle maggiori manifestazioni dell'arcipelago.
- Patrona del Consiglio dei Monasteri: si svolge il 13 maggio ed è una festa religiosa.

## Flora
Alcune piante endemique dell'isola di Fogo sono:
- Crabo bravo (Erysimum caboverdeanum);
- Língua de vaca (Echium vulcanorum);
- Losma (Artemisia gorgonum), una pianta medicinale con un sapore amaro;
- Totolho (Euphorbia tuckeyana).

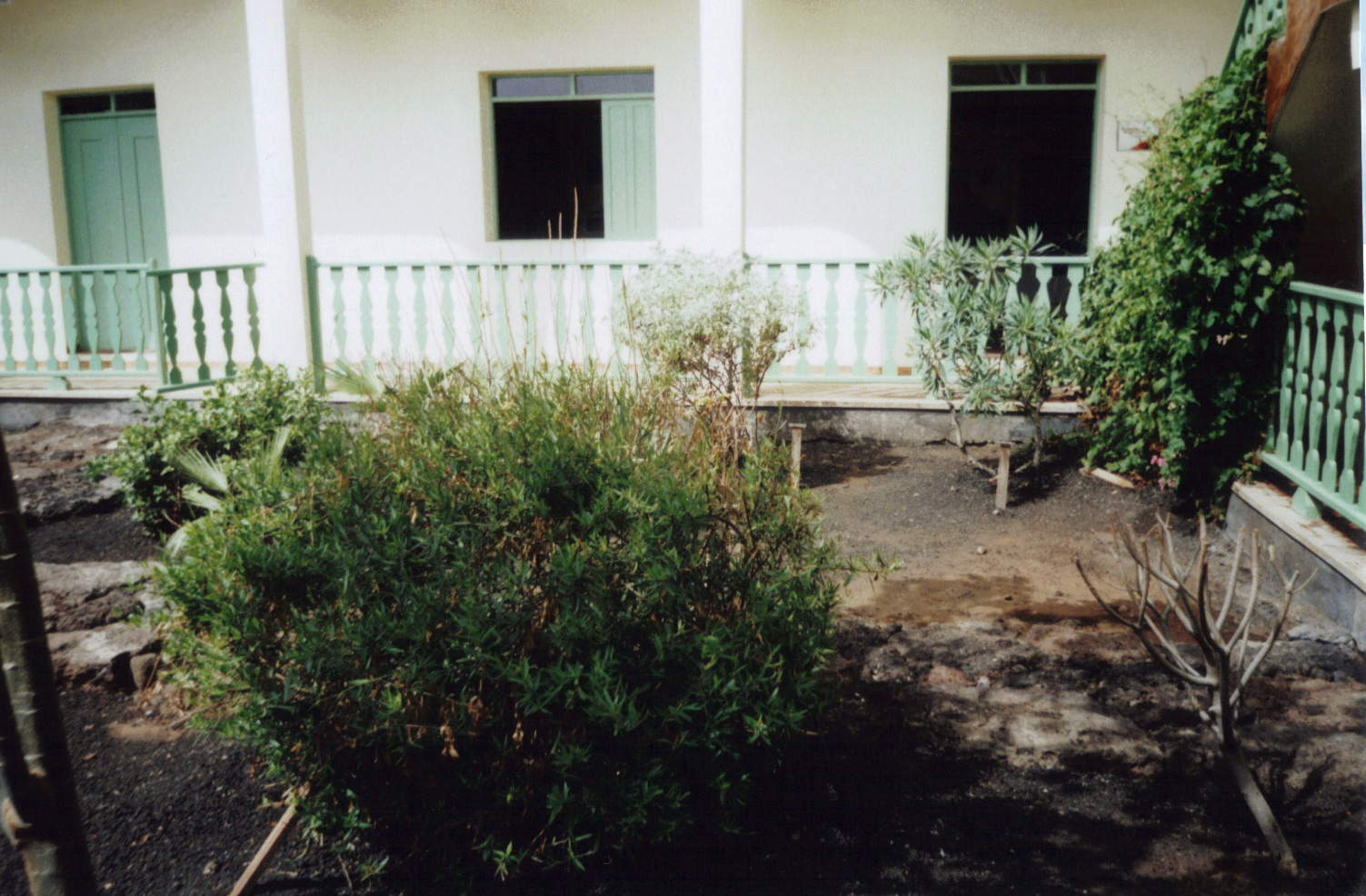
Piante endemiche nel giardino del museo in São Filipe.
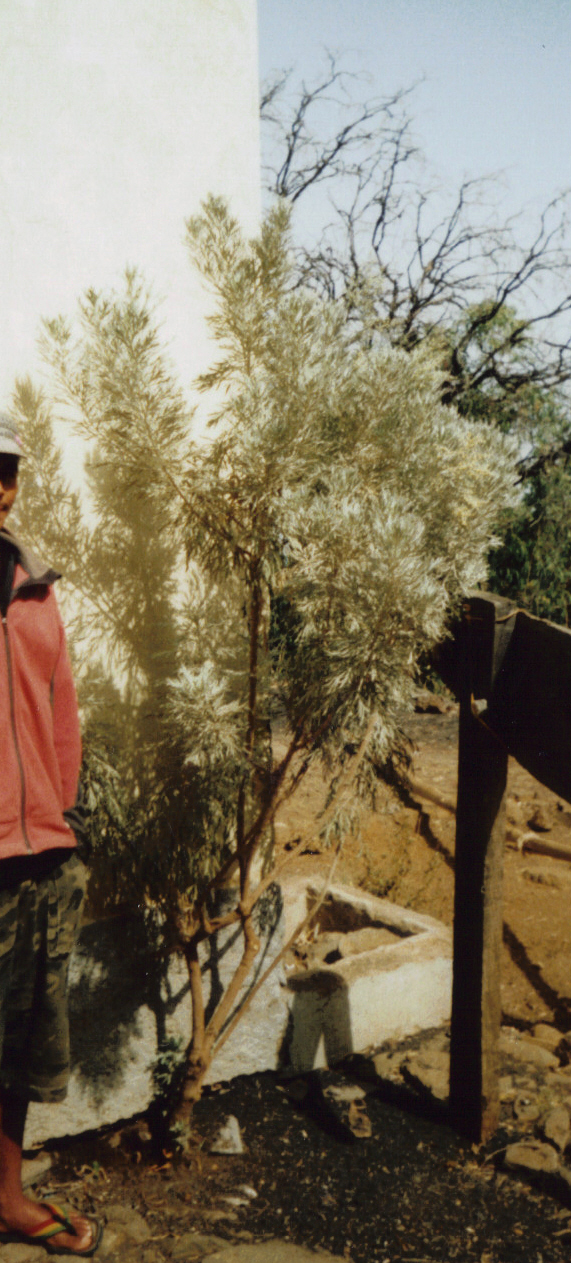
Losma, una pianta medicinale endemica.